# 돈 캐슬
돈 캐슬(Don Castle, 1917년 9월 29일 ~ 1966년 5월 26일)은 미국의 배우, 연극 배우이다.
보몬트에서 태어났다.

## 영화
- 더 빅 랜드 (1957년)
- OK 목장의 결투 (1957년)
- 달려라 래시 (1954년)
- 스타 스팽글드 리듬 (1942년)
- 웨이크 아일랜드 (1942년)
- 수잔과 신 (1940년)